# Yamin Dib
Pour les articles homonymes, voir Dib.
Yamin Dib, né le 29 décembre 1969 à Marseille, est un acteur et chanteur français.

## Biographie

### Formation
Durant deux ans, Yamin Dib fréquente les cours du conservatoire d'Annecy avant de partir une année et demie apprendre la commedia dell'arte comme ténor en Italie. Il suit ensuite pendant une année les Cours Florent. Il apprend également les techniques de choriste, studio voix, doublage et pub radio.

### Carrière
En 1988, il entame sa carrière sur les planches en tant que Sganarelle dans Don Juan et en suite dans L'Arrestation de Jean Anouilh. Il fait des apparitions dans les séries policières de TF1 Commissaire Moulin et de France 2 PJ et La Crim'. Il joue au cinéma dans plusieurs films tel Tango sous la direction de Patrice Leconte.
Le 30 juin 1995, il est candidat au jeu Pyramide sur France 2.
Dans la comédie musicale Les Mille et Une Vies d'Ali Baba de 2000, il tient le rôle de Perroquet grâce auquel il est remarqué par le producteur Jean-Claude Camus. Un album et un DVD sont édités. Le comédien interprète les voix off et joue les amis du couple de Un gars, une fille. Il participe aux séries Laverie de famille sur TF1, T'as pas une minute ? et Faites comme chez vous ! sur M6, ainsi que dans Le Vrai Journal de Karl Zéro sur Canal+.
De 2004 à 2006, il double les séries et long métrage d'animation Le Roi lion 3, Kiri le clown, X Makina et Ōban, Star-Racers. En 2007, il débute dans la série 5 sur 5, avec Éric Métayer, Sophie Le Tellier, Stéphanie Raphaël et Louis-Karim Nébati.
L'acteur marseillais tourne en 2008 Micmacs à tire-larigot sous la direction de Jean-Pierre Jeunet. Il enchaîne l'année suivante avec la comédie musicale Dothy et le magicien d'Oz au Grand Rex sous la houlette de Dove Attia et Albert Cohen, un album et un DVD en sont extraits. Le spectacle reçoit le Marius du meilleur musical 2009, catégorie jeune public.
En 2008 et 2009, il incarne l'un des rôles récurrents de Caméra Café 2 qui est diffusée sur M6 dès janvier 2010. Sur la même chaîne, il est au générique de Scènes de ménages.
De 2009 à 2011, il tient le rôle du comte Rosenberg dans Mozart, l'opéra rock sous la direction de Olivier Dahan. Un album et un DVD sont édités. Depuis 2009, il interprète Nabil, un rôle récurrent dans Commissaire Magellan qui sera repris en 2013 par Smaïl Mekki.
En 2012, il est l'un des interprètes de l'album de Il était une fois, le spectacle musical. De septembre 2012 à juillet 2013, au Palais des sports de Paris et en tournée, il interprète le rôle d’Auguste Ramard, dit « le mouchard », dans 1789 : Les Amants de la Bastille, la comédie musicale de Dove Attia et Albert Cohen. Un album et un DVD en sont extraits.
Il est sur la scène du Théâtre de la Gaîté-Montparnasse dans Train fantôme, la pièce de Gérald Sibleyras et Éric Métayer, mise en scène par ce dernier.

## Filmographie

### Cinéma
- 1993 : Killer Kid de Gilles Demaistre
- 1994 : Tango de Patrice Leconte : mécanicien aéronautique
- 1995 : Le Diable boiteux (court-métrage)
- 1995 : Vie et mort d’un instant d’ennui de Patrick Bossard : le loubard
- 1995 : Scoop de Patrick Bossard
- 2004 : La Baguette de Philippe Pollet-Villard : l'épicier
- 2004 : Iznogoud de Patrick Braoudé
- 2005 : Sur un fil de soi de Senda Bonnet
- 2006 : Curriculum d’Alexandre Moix
- 2007 : Un si beau voyage de Khaled Ghorbal : coiffeur
- 2009 : Micmacs à tire-larigot de Jean-Pierre Jeunet : Robert De Niro
- 2012 : Demi-sœur de Josiane Balasko

### Télévision
- 1999 : Commissaire Moulin
- 1999 : La Crim'
- 1999 : PJ
- 2000 : Un gars, une fille d'Isabelle Camus
- 2003 : Le Vrai Journal
- 2004 : Laverie de famille de Frédéric Demont
- 2005 : Faites comme chez vous !, épisode Douche froide d'Emmanuelle Dubergey : dépanneur
- 2005 : Kiri le clown : Ratibus (Seconde série)
- 2006 : T'as pas une minute ?
- 2006 : Yamin est le nègre Canal+
- 2007 : Sur le fil
- 2007 : 5 sur 5 d'Isabelle Camus
- 2007 : Groupe Munoz France 2
- 2008 : Que du bonheur !
- 2009-2013 : Commissaire Magellan : Nabil
- 2010 : Les Bougon, épisode Chaud devant : ouvrier
- 2010 : Caméra Café 2
- 2012 : Scènes de ménages
- 2023 : Mémoires à vif de Julie Gali : Bazil Belhassen

### Publicité
- 1994 Regain (Japon)
- 1995 Feta Salakis
- 1997 Polydor
- 1998 Arthur Martin
- 1999 Multimania Internet
- 2001 Siemens
- 2003 Teisseire
- 2004 Télé Baraka
- 2004 Peugeot
- 2004 Orangina light

### Web série
- 2016 : C'est pas la bonne..., web-série de et avec Yamin Dib, David Alexis et réalisée par Julien Lamassonne

## Théâtre
- 1988 L'Arrestation de Jean Anouilh
- 1988 Le Jeu de l'amour et du hasard de Marivaux
- 1989 Dom Juan
- 1989 La Poudre aux yeux
- 1990 Création Comédia Dell’arte
- 2007 Miss camping[réf. nécessaire]
- 2013 Train fantôme de Gérald Sibleyras et Éric Métayer, mes Éric Métayer - Gaîté-Montparnasse
- 2015 Le voleur d'autobus de Noureddine Maamar, création au festival d'Avignon atelier théâtre actuel[réf. nécessaire]

### Comédie musicale
- 2000 Les Mille et Une Vies d'Ali Baba : un des voleurs
- 2001 La valse du diable
- 2003 Si la France m’était contée
- 2009 Dothy et le magicien d'Oz : le maire et le portier
- 2009/2011 Mozart, l'opéra rock: l’intendant Rosenberg
- 2012/2013 1789 : Les Amants de la Bastille: Auguste Ramard
- 2015 La Légende du roi Arthur: Kay, le demi-frère du roi